# پاراناگاما ماندانداولا
پاراناگاما ماندانداولا (به لاتین: Paranagama Mandandawela) یک منطقهٔ مسکونی در سری‌لانکا است که در استان مرکزی (سری‌لانکا) واقع شده‌است.